# Anastasia Zoejeva
Anastasia Valerejevna Zoejeva (Russisch: Анастасия Валерьевна Зуева) (Voskressensk (Oblast Moskou), 8 mei 1990) is een Russische zwemster. Ze vertegenwoordigde haar vaderland op de Olympische Zomerspelen 2008 in Peking en op de Olympische Zomerspelen 2012 in Londen. Op de langebaan is Zoejeva houdster van het Europees record op de 200 meter rugslag.

## Carrière
Bij haar internationale debuut, op de wereldkampioenschappen zwemmen 2007 in Melbourne, eindigde Zoejeva als zevende op de 100 meter rugslag. Op de 50 meter rugslag strandde ze in de halve finales en in de series van de 200 meter rugslag. Op de 4x100 meter wisselslag eindigde ze samen met Jelena Bogomazova, Irina Bespalova en Olga Sjoelgina op de vijfde plaats. Op de Europese kampioenschappen kortebaanzwemmen 2007 in Debrecen eindigde de Russin als zesde op de 50 meter rugslag, op de 100 meter rugslag werd ze uitgeschakeld in de halve finales en op de 200 meter rugslag in de series. 
Tijdens de Europese kampioenschappen zwemmen 2008 in Eindhoven veroverde Zoejeva de Europese titels op de 50 en de 100 meter rugslag, op beide afstanden verbeterde ze het Europees record, en de zilveren medaille op de 200 meter rugslag. Samen met Joelia Jefimova, Natalja Soetjagina en Darja Beljakina sleepte ze de zilveren medaille in de wacht op de 4x100 meter wisselslag. Op de Olympische Zomerspelen van 2008 in Peking eindigde de Russin als vierde op de 200 meter rugslag en als vijfde op de 100 meter rugslag. Op de 4x100 meter wisselslag eindigde ze samen met Joelia Jefimova, Natalja Soetjagina en Anastasia Aksenova op de vijfde plaats. In Rijeka nam Zoejeva deel aan de Europese kampioenschappen kortebaanzwemmen 2008, op dit toernooi eindigde ze als zesde op de 100 meter rugslag en strandde ze in de series van de 50 meter rugslag.
Tijdens de wereldkampioenschappen zwemmen 2009 in Rome veroverde de Russin de zilveren medaille op zowel de 100 als de 200 meter rugslag, daarnaast eindigde ze als vierde op de 50 meter rugslag.
Op de wereldkampioenschappen kortebaanzwemmen 2010 in Dubai eindigde Zoejeva als zesde op zowel de 50 als de 100 meter rugslag, samen met Joelia Jefimova, Veronika Popova en Margarita Nesterova eindigde ze als vierde op de 4x100 meter wisselslag.
In Shanghai nam de Russin deel aan de wereldkampioenschappen zwemmen 2011. Op dit toernooi werd ze wereldkampioene op de 50 meter rugslag, daarnaast sleepte ze de zilveren medaille in de wacht op de 100 meter rugslag en strandde ze in de series van de 200 meter rugslag. Op de 4x100 meter wisselslag eindigde ze samen met Joelia Jefimova, Irina Bespalova en Veronika Popova op de vierde plaats. Tijdens de Europese kampioenschappen kortebaanzwemmen 2011 in Szczecin behaalde Zoejeva de Europese titel op de 50 meter rugslag, daarnaast legde ze, op de 100 meter rugslag, beslag op de zilveren medaille en werd ze uitgeschakeld in de series van de 200 meter rugslag. Samen met Valentina Artemjeva, Irina Bespalova en Margarita Nesterova veroverde ze de zilveren medaille op de 4x50 meter wisselslag.
Op de Olympische Zomerspelen van 2012 in Londen sleepte de Russin de zilveren medaille in de wacht op de 200 meter rugslag, daarnaast eindigde ze als vierde op de 100 meter rugslag. Op de 4x100 meter wisselslag eindigde ze samen met Joelia Jefimova, Irina Bespalova en Veronika Popova op de vierde plaats.

## Internationale toernooien
| Jaar | Olympische Spelen                                     | WK langebaan                                                         | WK kortebaan                                        | EK langebaan                                                  | EK kortebaan                                                          |
| ---- | ----------------------------------------------------- | -------------------------------------------------------------------- | --------------------------------------------------- | ------------------------------------------------------------- | --------------------------------------------------------------------- |
| 2007 |                                                       | 9e 50m rugslag 7e 100m rugslag 19e 200m rugslag 5e 4x100m wisselslag |                                                     |                                                               | 6e 50m rugslag 9e 100m rugslag 14e 200m rugslag 11e 4x100m wisselslag |
| 2008 | 5e 100m rugslag 4e 200m rugslag 5e 4x100m wisselslag  |                                                                      | geen deelname                                       | 50m rugslag · 100m rugslag · 200m rugslag · 4x100m wisselslag | 20e 50m rugslag 6e 100m rugslag                                       |
| 2009 |                                                       | 4e 50m rugslag · 100m rugslag · 200m rugslag                         |                                                     |                                                               | geen deelname                                                         |
| 2010 |                                                       |                                                                      | 6e 50m rugslag 6e 100m rugslag 4e 4x100m wisselslag | geen deelname                                                 | geen deelname                                                         |
| 2011 |                                                       | 50m rugslag · 100m rugslag · 17e 200m rugslag · 4e 4x100m wisselslag |                                                     |                                                               | 50m rugslag · 100m rugslag · 11e 200m rugslag · 4x50m wisselslag      |
| 2012 | 4e 100m rugslag · 200m rugslag · 4e 4x100m wisselslag |                                                                      | geen deelname                                       | geen deelname                                                 | geen deelname                                                         |

## Persoonlijke records
Bijgewerkt tot en met 10 december 2011
Kortebaan
| Afstand      | Tijd    | Datum            | Plaats   |
| ------------ | ------- | ---------------- | -------- |
| 50m rugslag  | 26,23   | 10 december 2011 | Szczecin |
| 100m rugslag | 57,12   | 9 december 2011  | Szczecin |
| 200m rugslag | 2.07,10 | 22 oktober 2011  | Berlijn  |

Langebaan
| Afstand      | Tijd    | Datum           | Plaats |
| ------------ | ------- | --------------- | ------ |
| 50m rugslag  | 27,31   | 30 juli 2009    | Rome   |
| 100m rugslag | 58,18   | 28 juli 2009    | Rome   |
| 200m rugslag | 2.04,94 | 1 augustus 2009 | Rome   |